# Абакумов Євген Андрійович
Євге́н Андрі́йович Абаку́мов (8 травня 1932 — 19 травня 2012) — український радянський діяч, тракторист радгоспу імені Тімірязєва Вознесенського району Миколаївської області, Герой Соціалістичної Праці (1966).
Член Ревізійної Комісії КПУ у 1971—1976 р. Член ЦК КПУ у 1976—1981 р.

## Біографія
Народився в селі Яструбиновому, нині Вознесенського району Миколаївської області. Закінчив Новобузький технікум механізації сільського господарства.
Трудову діяльність розпочав у 1947 році в радгоспі імені Тімірязєва Вознесенського району Миколаївської області.
У 1952—1957 роках проходив війському службу у Військово-морському флоті СРСР.
З 1957 року — тракторист, а з 1974 року і до виходу на пенсію — бригадир механізованого загону радгоспу імені Тімірязєва села Яструбинове Вознесенського району Миколаївської області. Трудовий стаж — 47 років.
Член КПРС з 1959 року.

## Нагороди
Указом Президії Верховної Ради СРСР від 23 червня 1966 року Абакумову Євгену Андрійовичу присвоєне звання Героя Соціалістичної Праці з врученням ордена Леніна і золотої медалі «Серп і Молот».
Також нагороджений орденом Жовтневої революції, двома орденами «Знак Пошани» і медалями.